# Province de Condesuyos
La province de Condesuyos (en espagnol : Provincia de Condesuyos) est l'une des huit provinces de la région d'Arequipa, dans le sud du Pérou. Son chef-lieu est la ville de Chuquibamba.

## Géographie
La province couvre une superficie de 6 958,4 km2. Elle est limitée au nord par la province de La Unión et la région de Cuzco, à l'est par la province de Castilla, au sud par la province de Camaná et à l'ouest par la province de Caravelí.

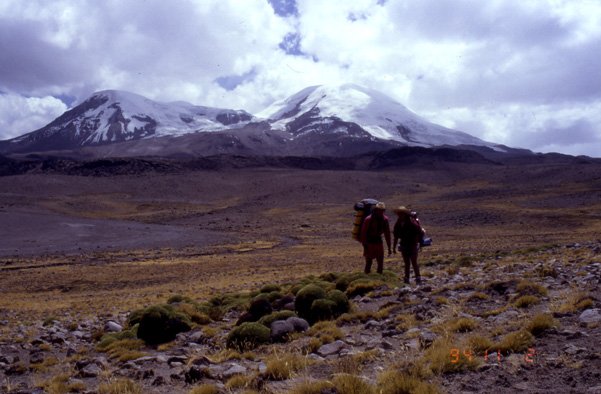
Volcan Qurupuna, province de Condesuyos

## Population
La population de la province était estimée à 18 991 habitants en 2007.

## Subdivisions
La province est divisée en huit districts (entre parenthèses leur chef-lieu) :
- Chuquibamba  (Chuquibamba)
- Andaray  (Andaray)
- Cayarani  (Cayarani)
- Chichas (Chichas)
- Iray (Iray)
- Rio Grande (Iquipi)
- Salamanca (Salamanca)
- Yanaquihua (Yanaquihua)